# De Havilland Canada DHC-4 Caribou
de Havilland Canada DHC-4 Caribou (quân đội Hoa Kỳ lúc đầu ký hiệu là CV-2, sau đổi thành C-7 Caribou) là một loại máy bay vận tải chuyên dùng có khả năng hạ/cất cánh với đường băng ngắn (STOL) do Canada thiết kế và sản xuất. Caribou cất cánh lần đầu tiên vào năm 1958. Mặc dù người ta hầu như không còn dùng máy bay này trong các hoạt động quân sự nữa nhưng một số ít Caribou vẫn được sử dụng như một loại máy bay "bụi rậm" độ bền cao.

## Thiết kế và phát triển

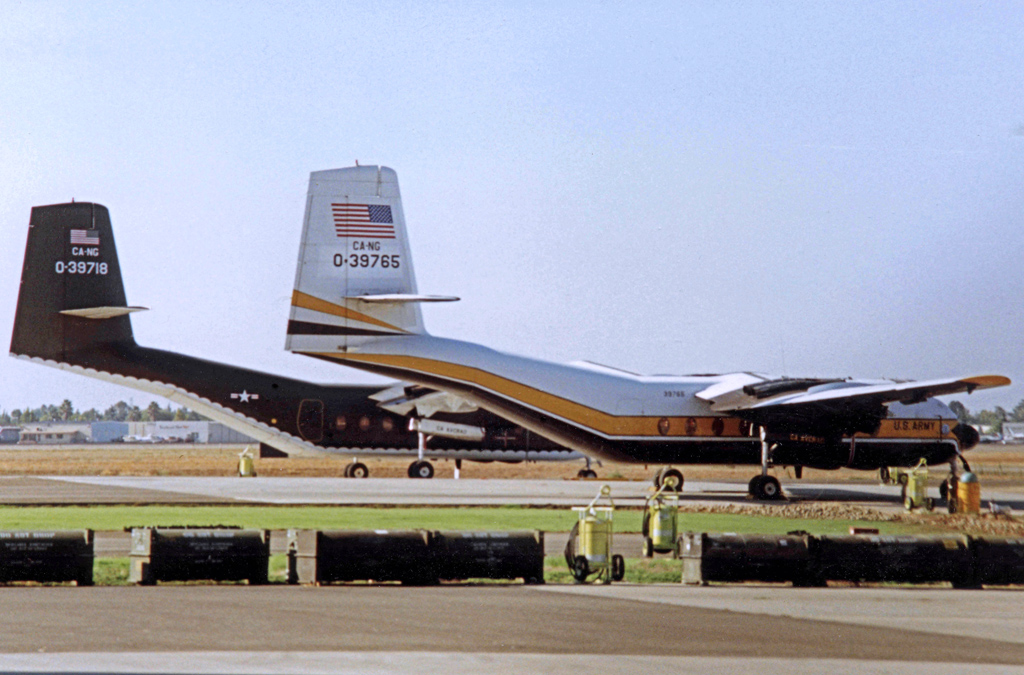
Máy bay C-7B Caribou của lực lượng Lục quân Vệ binh Quốc gia Hoa Kỳ bang California

Máy bay DHC-4 Caribou là thiết kế thứ ba, thuộc loại hạ/cất cánh với đường băng ngắn, của công ty de Havilland Canada, đồng thời đánh dấu một bước tiến lớn về phương diện kích cỡ so với hai thiết kế trước là DHC Beaver và DHC Otter. Đây cũng là thiết kế DHC đầu tiên có hai động cơ. Tuy vậy, ý tưởng thiết kế chiếc Caribou vẫn tương đồng với các mẫu máy bay trước ở chỗ Caribou vẫn là một phương tiện hạ/cất cánh với đường băng ngắn dạng "nồi đồng cối đá"; Caribou chủ yếu được dùng làm máy bay vận chuyển mang tính chiến thuật trong quân sự còn trong lĩnh vực dịch vụ thương mại thì nó chỉ chiếm một phân khúc nhỏ trong hoạt động vận tải hàng hoá. Lục quân Hoa Kỳ đã đặt hàng 173 chiếc vào năm 1959, nhận hàng năm 1961 và đặt mã hiệu là AC-1 (sau này đổi thành CV-2 Caribou vào năm 1962).
Đa phần các sản phẩm Caribou được dùng cho hoạt động quân sự nhưng do có ưu điểm bền và khả năng hạ/cất cánh với đường băng ngắn xuất sắc (chỉ cần đường băng dài 365 m) nên một số khách hàng vẫn sử dụng chúng cho mục đích thương mại. Hoa Kỳ cấp chứng chỉ cho loại máy bay này vào ngày 23 tháng 12 năm 1960. Có thể kể ra đây một số khách hàng dân sự của Caribou như hãng Ansett Australia, hãng AMOCO chi nhánh Ecuador và hãng Air America (do CIA điều hành nhằm thực hiện các phi vụ ngầm tại khu vực Đông Nam Á trong thời kì Chiến tranh Việt Nam). Caribou cũng được đưa vào khai thác thương mại sau khi các đơn vị quân sự thôi sử dụng chúng. Ngày nay, số Caribou dùng trong dân sự chỉ đếm trên đầu ngón tay.

## Lịch sử hoạt động

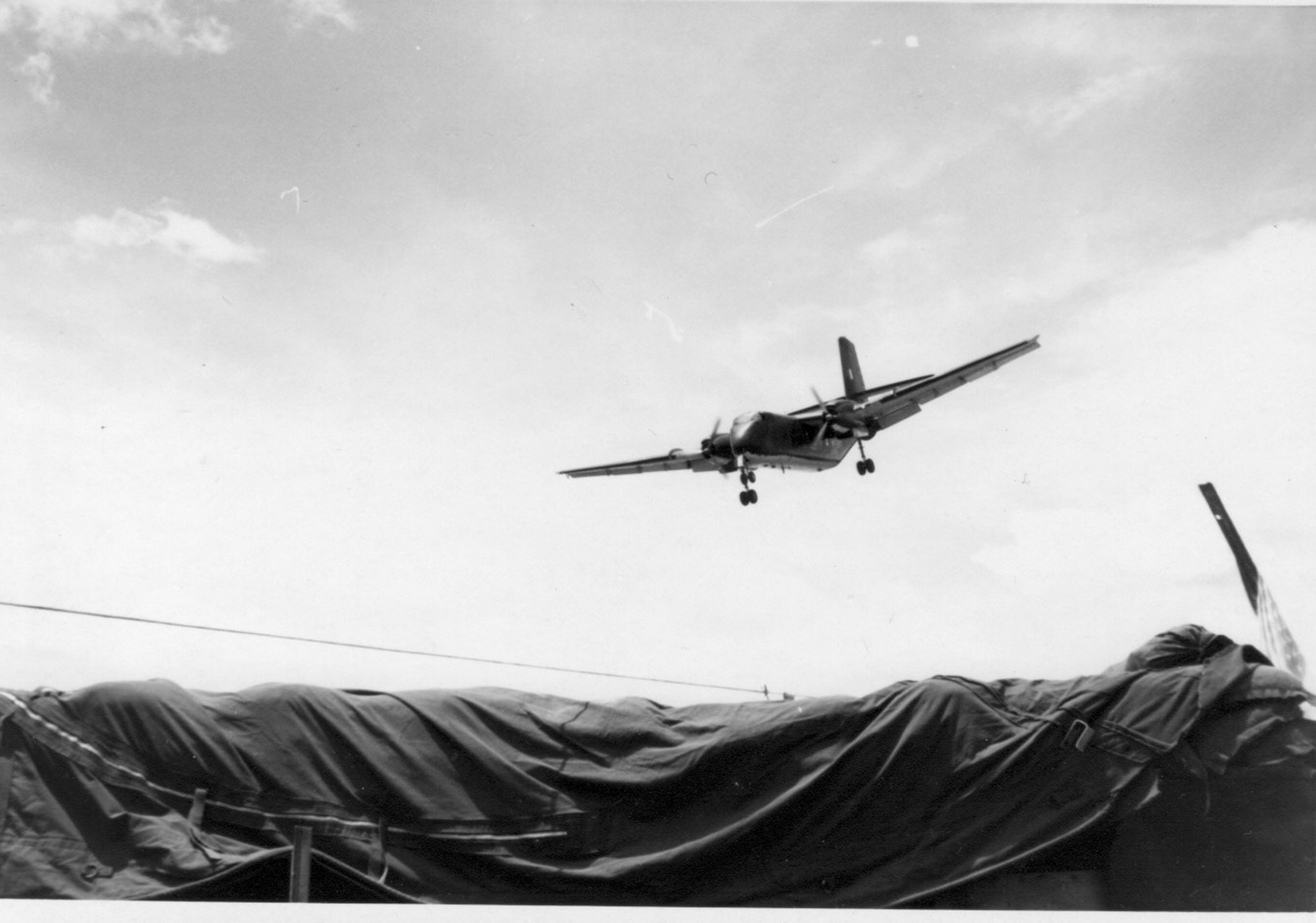
Máy bay vận tải Caribou của Không quân Hoàng gia Úc chuẩn bị đáp, thời Chiến tranh Việt Nam.

Công ty de Havilland Canada thiết kế DHC-4 để đáp ứng yêu cầu của Lục quân Hoa Kỳ về một loại máy bay vận chuyển chiến thuật có thể tiếp viện binh lính, chuyển hàng tiếp tế và sơ tán binh sĩ bị thương trên đường về. Với sự giúp sức của Cục Sản xuất thuộc Bộ Quốc phòng Canada, DHC đã chế tạo được mẫu minh hoạ đầu tiên và có thể bay được vào ngày 30 tháng 7 năm 1958.
Bị ấn tượng hoàn toàn trước khả năng hạ/cất cánh với đường băng ngắn cũng như tiềm năng của DHC4, Lục quân Hoa Kỳ đặt hàng năm chiếc để đánh giá chất lượng với định danh YAC-1, trở thành nhà vận hành Caribou lớn nhất lúc bấy giờ. Năm 1962, họ đổi định danh AC-1 thành CV-2. Sau đó vào năm 1967, vì phải chuyển giao số CV-2 cho Không quân Hoa Kỳ nên Lục quân Hoa Kỳ đổi định danh số máy bay này thành C-7. Thời Chiến tranh Việt Nam, lực lượng Hoa Kỳ và Úc sử dụng rất nhiều Caribou.
159 chiếc Caribou do Lục quân Hoa Kỳ mua về đã hoàn thành tốt nhiệm vụ vận tải chiến thuật của mình trong cuộc Chiến tranh Việt Nam bởi các máy bay vận tải lớn hơn như Fairchild C-123 Provider và Lockheed C-130 Hercules đều không có khả năng hạ cánh trên các phi đạo ngắn. Caribou có thể chuyên chở 32 lính hoặc hai chiếc xe Jeep hay các loại xe hạng nhẹ tương tự. Thang để xếp hàng ở phía sau máy bay có thể dùng vào việc thả dù.
Lực lượng miền Bắc Việt Nam đã thu được một số Caribou của Hoa Kỳ và dùng chúng cho đến cuối thập niên 1970. Sau chiến tranh Việt Nam, Không quân Hoa Kỳ chuyển giao toàn bộ số máy bay Caribou cho Lực lượng Không quân Dự bị và Lực lượng Không quân Vệ binh Quốc gia.
Từ đó, tất cả máy bay C-7 lần lượt bị thải bỏ khỏi quân đội Mỹ. Chiếc cuối cùng phục vụ Lục quân Hoa Kỳ trong năm 1985 để hỗ trợ đội Dù Biểu diễn của Lục quân. Quân đội Ấn Độ, Brasil, Canada, Malaysia, Tây Ban Nha và Úc từng có nhiều máy bay Caribou. Ngày 27 tháng 11 năm 2009, chiếc Caribou cuối cùng của Không quân Hoàng gia Úc cũng ngừng hoạt động.

## Các biến thể

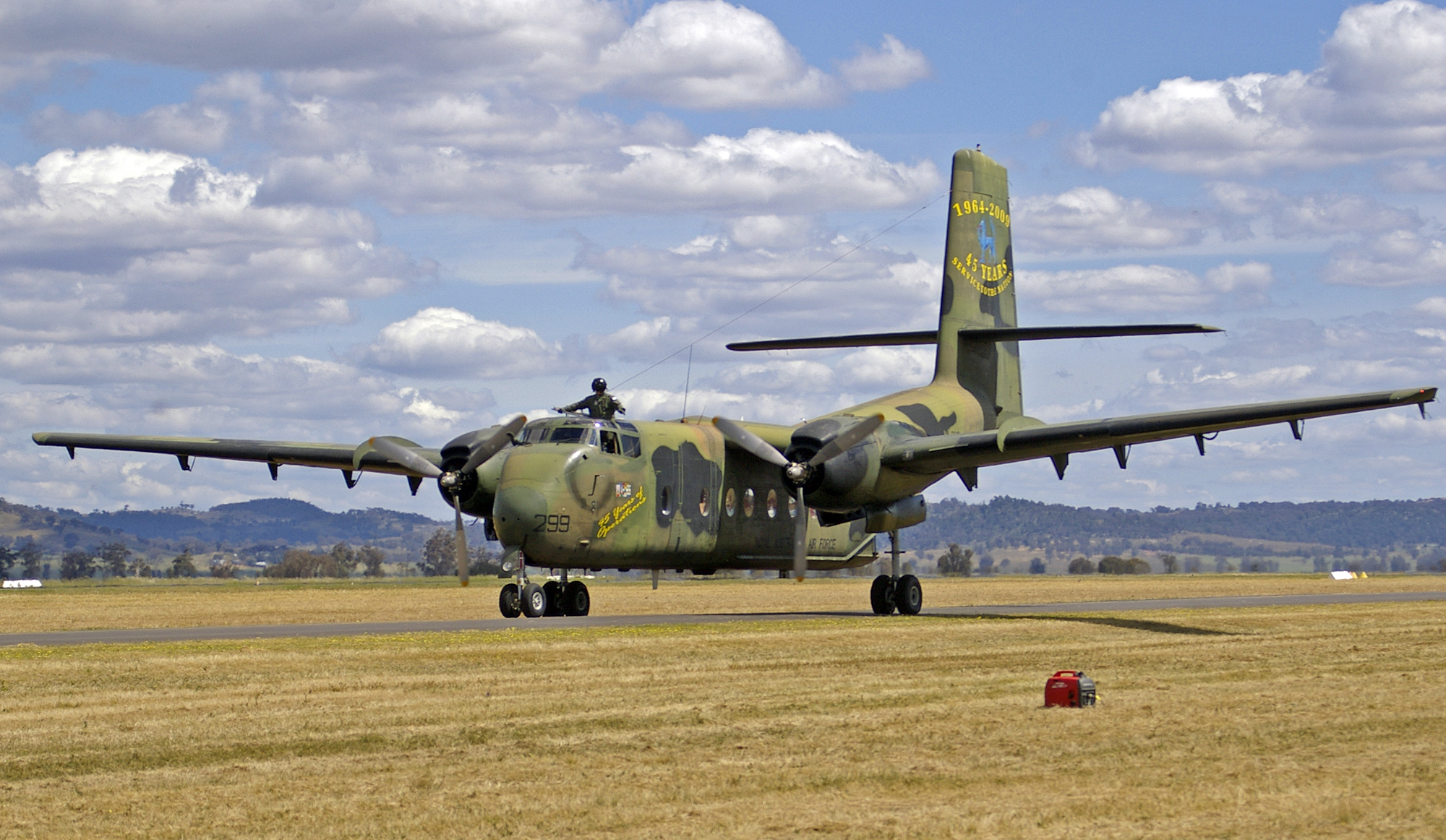
DHC-4 của Không quân Hoàng gia Úc

DHC-4 Caribou
Máy bay vận tải chiến thuật có khả năng hạ/cất cánh với đường băng ngắn.
CC-108
Định danh mà Không quân Hoàng gia Canada đặt cho DHC-4 Caribou.
YAC-1
Định danh mà Lục quân Hoa Kỳ đặt cho năm chiếc DHC-4 Caribou đầu tiên dùng để đánh giá chất lượng.
AC-1
Định danh mà Lục quân Hoa Kỳ đặt cho chuỗi thành phẩm gồm năm mươi sáu chiếc DHC-4 Caribou đầu tiên. Sau này đổi thành CV-2A vào năm 1962.
CV-2A
Được Lục quân Hoa Kỳ đổi từ định danh AC-1 vào năm 1962.
CV-2B
Định danh này được đặt cho chuỗi thành phẩm thứ hai gồm một trăm linh ba chiếc DHC-4 Caribou (bán cho Lục quân Hoa Kỳ) với hệ thống khung sườn bên trong được gia cố.
C-7A/B
Định danh này được dùng cho toàn bộ một trăm bốn mươi bốn chiếc Caribou do Lục quân Hoa Kỳ chuyển giao cho Không quân Hoa Kỳ.
DHC-4A Caribou
Tương tự như DHC-4 nhưng phiên bản này có khối lượng khi cất cánh lớn hơn.
DHC-4T Turbo Caribou
Phiên bản chuyển đổi của DHC-4 Caribou gốc với động cơ PWC PT6A-67T dùng tua bin phản lực cánh quạt. Bay được trong quá trình thử nghiệm và được chứng nhận bởi công ty Pen Turbo Aviation.

## Các quốc gia sử dụng

### Mục đích quân sự
Ấn Độ
- Không quân Ấn Độ - Ấn Độ mua hai mươi chiếc Caribou mới rồi thêm bốn chiếc đã qua sử dụng của Ghana vào năm 1975.[3]

 Abu Dhabi/ Các Tiểu vương quốc Ả Rập Thống nhất
- Không quân Các Tiểu vương quốc Ả Rập Thống nhất

 Cameroon
- Không quân Cameroon - mua hai chiếc vào năm 1971. Sau này họ bán nốt chiếc còn hoạt động được vào năm 1987.[3]

 Canada
- Không quân Hoàng gia Canada - từng có chín chiếc nhưng ngừng hoạt động từ 1971.[4]
  - Sư đoàn Vận tải và Cứu hộ 424

 Costa Rica
- Dịch vụ Thám không; nhận hai chiếc C-7A từng thuộc Không quân Hoa Kỳ vào thập niên 1980.[3] Tân trang lại vào tháng 7 năm 2010 cho Fuerza Publica.[5]

 Ghana
- Không quân Ghana - Ghana mua tám chiếc Caribou mới vào năm 1963. Số máy bay này được sử dụng cho đến khi bị thay thế bởi Fokker F.27 Friendship vào năm 1975.[3]

 Hoa Kỳ
- Lục quân Hoa Kỳ
- Không quân Hoa Kỳ

 Kenya
- Không quân Kenya - sáu chiếc DHC-4A hoạt động trong giai đoạn 1966–1987.[3][6]

 Kuwait
- Không quân Kuwait - nhận hai chiếc vào năm 1963.[7]

 Liberia
- Nhận hai chiếc tân trang lại vào năm 1989.[8] Cuộc nội chiến đã phá huỷ máy bay này.

 Malaysia
- Không quân Malaysia đã ngưng sử dụng Caribou.[9]

 Oman
- Không quân Hoàng gia Oman[10]

 Tanzania
- Không quân Tanzania[11]

 Tây Ban Nha
- Không quân Tây Ban Nha nhận mười hai chiếc mới; sau này bổ sung thêm bốn chiếc C-7A cũ của Không quân Hoa Kỳ.[12]

 Thái Lan
- Cảnh sát Hoàng gia Thái Lan dùng ba chiếc DHC-4A trong giai đoạn 1966-2005.[13]

 Thụy Điển
- Không quân Thuỵ Điển[11]

 Úc
- Không quân Hoàng gia Úc - mua mười tám chiếc vào năm 1963, thêm bảy chiếc vào năm 1964 và bốn chiếc riêng rẽ nữa trong giai đoạn 1968-1971.[14] Ngừng hoạt động vào năm 2009.
  - Sư đoàn không quân 35 1966-2000 - chuyển giao cho Sư đoàn 38.[14]
  - Sư đoàn không quân 38 1964-2009 - ngừng hoạt động.[2][14]
  - Hoạt động tại Việt Nam (Sư đoàn 35) - bảy chiếc trong giai đoạn 1964–1971 và quay về Úc năm 1972 [14]

 Uganda
- Lực lượng Cảnh sát Uganda[15]

 Việt Nam Cộng hoà
- Không lực Việt Nam Cộng hoà

 Việt Nam
- Không quân Nhân dân Việt Nam thu được một số máy bay cũ của Không lực Việt Nam Cộng hoà sau chiến tranh.

 Zambia
- Không quân Zambia từng có bốn chiếc Caribou.[16]

### Mục đích dân sự
Úc
- Ansett-MAL

 Canada
- La Sarre Air Services[17]

 Costa Rica
- Air Surveillance Service[18]

 Ecuador
- AMOCO Ecuador
- Anglo-Ecuador Oilfields
- Aerolíneas Cóndor of SA

 Gabon
- Air Inter Gabon

 Indonesia
- Trigana Air

 Malta
- New Cal Aviation

 Papua New Guinea
- Garamut Exploration Services
- Vanimo Trading

 Đài Loan
- Air Asia

 Hoa Kỳ
- Air America
- Bannock Aerospace
- Chieftain Air
- Deutsche Aviation
- Viện nghiên cứu môi trường Michigan
- Fowler Aeronautical Service
- H A T Aviation Inc.
- John Woods Inc.
- New Cal Aviation
- Pen Turbo Aviation

## Tính năng kĩ chiến thuật (DHC-4A)
Trích từ Macdonald Aircraft Handbook
Dữ liệu lấy từ MacDonald Aircraft Handbook.
Đặc điểm tổng quát
- Kíp lái: 3
- Sức chứa: 

  - 32 lính hoặc
  - 24 lính dù trang bị đầy đủ hoặc
  - 14 cáng tải thương
- Tải trọng: 8.000 lb (3.628 kg)
- Chiều dài: 72,58 ft (22,12 m)
- Sải cánh: 95,58 ft (29,13 m)
- Chiều cao: 31,66 ft (9,65 m)
- Diện tích cánh: 912 ft² (84,7 m²)
- Trọng lượng rỗng: 16.920 lb (7.675 kg)
- Trọng lượng có tải: 28.500 lb (12.927 kg)
- Động cơ: 2 × Pratt and Whitney R-2000-7M2 Twin Wasp, 1.450 hp (1.081 kW)  mỗi chiếc

 Hiệu suất bay 
- Vận tốc cực đại: 216 mph (348 km/h)
- Vận tốc hành trình: 181 mph (291 km/h)
- Tầm bay: 1.280 mi (2.060 km) (240 mi (390 km) với tải trọng tối đa)
- Trần bay: 24.800 ft (7.559 m)
- Vận tốc lên cao: 1.355 ft/phút (413 m/phút)